# مایکل ولچ (هنرپیشه)
 مایکل ولچ (انگلیسی: Michael Welch؛ زادهٔ ۲۵ ژوئیهٔ ۱۹۸۷) یک هنرپیشه اهل ایالات متحده آمریکا است. وی از سال ۱۹۹۸ میلادی تاکنون مشغول فعالیت بوده‌است.
از فیلم‌ها یا برنامه‌های تلویزیونی که وی در آن نقش داشته است می‌توان به گرگ و میش: سپیده‌دم - قسمت دوم، گرگ و میش: ماه نو، پیشتازان فضا: شورش، به یاد داشته باشید، انتقام یک سرباز، پوشش، پروژه نهایی آرچی و یک جنایت آمریکایی اشاره کرد.